# Sylvia Pasquel
Sylvia Banquells Pinal (Ciudad de México, 13 de octubre de 1950), conocida como Sylvia Pasquel, es una actriz mexicana.

## Biografía

### Primeros años
Sylvia Banquells Pinal, nació el 13 de octubre de 1950 en la Ciudad de México. Es hija de la actriz mexicana Silvia Pinal y del actor y director mexicano Rafael Banquells. Sus padres se divorciaron en 1952 cuando ella tenía dos años de edad. Sylvia quedó bajo el cuidado de su madre, conviviendo con su padre de forma frecuente. Debido al trabajo de su madre, Sylvia fue criada por su abuela y su bisabuela. Sylvia creció entre los sets de filmación, foros de televisión y escenarios teatrales acompañando a sus padres.

### Carrera

#### Inicios
Desde niña Sylvia sintió inclinación por el mundo del espectáculo. Tomó clases de canto y danza clásica en Bellas Artes. Pasquel comenzó su carrera participando como extra en la cinta El ángel exterminador (1962), protagonizada por su madre y dirigida por Luis Buñuel.< A pesar de la resistencia de su madre de que iniciara una carrera artística, Sylvia fue apoyada por su padre. Por recomendación del actor y productor Ernesto Alonso, Sylvia decidió utilizar el apellido artístico "Pasquel" (que casualmente era el apellido del padre biológico de su madre, Moisés Pasquel). Sylvia ignoraba esta situación. "Pasquel" era una especie de combinación de los apellidos Pinal y Banquells (su segunda opción era el apellido "Balmori").
Su primer trabajo profesional lo realizó en 1965, en una fotonovela junto al actor Jorge Rivero. También participó con algunos pequeños roles en algunas obras teatrales dirigidas por su padre.

#### Televisión
De la mano de Ernesto Alonso, Sylvia debuta en televisión en la telenovela Los inconformes (1968), protagonizada por Columba Domínguez. En 1970 actúa en las telenovelas La cruz de Marisa Cruces, con Amparo Rivelles y El mariachi, con el cantante y compositor Cuco Sánchez, ambas producidas por Ernesto Alonso. En 1971, Sylvia interpreta a la hermana menor de Angélica María en la telenovela Muchacha italiana viene a casarse. En 1973, Sylvia realiza su primer personaje antagónico en televisión en la telenovela Mi rival, junto a Saby Kamalich y Lola Beltrán y producida por Valentín Pimstein. En 1974, también realizó una actuación especial en la telenovela infantil Mundo de juguete. En 1978, Sylvia también fungió como conductora del programa musical Fiebre del '2, junto a Fito Girón.
En 1980, Sylvia realiza un personaje antagónico en la telenovela Al rojo vivo, con Alma Muriel y Frank Moro. En 1982, también interpreta la villana principal de la telenovela El amor nunca muere, al lado de Christian Bach. En 1983, participó en la telenovela Cuando los hijos se van, producida por su madre, junto a Saby Kamalich y Raúl Ramírez. En 1987, protagoniza la telenovela Los años perdidos, junto a Rogelio Guerra.
En 1990, Sylvia interpreta un rol antagónico en la telenovela Días sin luna, junto a Angélica Aragón y producida por Juan Osorio. En 1991, interpretó a la madre del cantante Ricky Martin en la telenovela musical Alcanzar una estrella II, producida por Luis de Llano Macedo. En 1992, actúa en la telenovela Las secretas intenciones, con Yolanda Andrade y producida por Lucy Orozco. En 1996, actúa en otro rol antagónico en la telenovela Para toda la vida, protagonizada por Ofelia Medina. En 1998, actúa como villana en la telenovela Huracán, con Angélica Rivera y Eduardo Palomo.
En 2000, Sylvia participa en la telenovela Mi destino eres tú, junto a Lucero y producida por Carla Estrada. En 2001, actúa en la telenovela El manantial, también producida por Estrada, junto a Adela Noriega y Daniela Romo. En el mismo año, también realiza una actuación especial en la telenovela infantil Aventuras en el tiempo, protagonizada por la cantante Belinda. En 2004, interpreta a una de las villanas de la telenovela de Ernesto Alonso Amarte es mi pecado, donde forma mancuerna con Margarita Isabel y Tiaré Scanda. En 2005, Sylvia participa en el reality show de Televisa, Bailando por un sueño. En 2007, Sylvia actúa en la telenovela cómica Yo amo a Juan Querendón, producida por MaPat López de Zatarain y protagonizada por Eduardo Santamarina.
En 2013, Pasquel participa en la telenovela Qué pobres tan ricos, producida por Rossy Ocampo, junto a Jaime Camil. En 2015, actúa en la telenovela Antes muerta que Lichita, protagonizada por Maite Perroni. En 2017, Sylvia participa en la telenovela Tres familias, producida por TV Azteca. En 2019, Sylvia aparece en la telenovela Doña Flor y sus dos maridos, protagonizada por Ana Serradilla.
En 2019, Sylvia es interpretada por la actriz Adriana Nieto en la serie biográfica sobre su madre, Silvia Pinal, titulada Silvia Pinal, frente a ti.

#### Cine
En 1968, Sylvia participa con un pequeño rol en la película El despertar del lobo, dirigida por René Cardona Jr. y protagonizada por su madre y Enrique Rambal. En 1970, alterna con los célebres luchadores El Santo y Blue Demon en la película de ficción El Santo vs Blue Demon en la Atlántida. También co-estelariza con su madre, Silvia Pinal, la película Secreto de confesión, dirigida por Julián Soler. En 1971, alterna con Sara García y Tere Velázquez en la cinta La casa del farol rojo, dirigida por Agustín P. Delgado. En 1972 participa en la cintas Me he de comer esa tuna, con el cantante y actor Manuel López Ochoa y dirigida por Alfredo Zacarías, y Una mujer honesta, junto a Fanny Cano y dirigida por Abel Salazar. En 1973, participa en la película infantil Chabelo y Pepito contra los monstruos, protagonizada por el comediante Chabelo. En 1974, actuó en la película Cinco mil dólares de recompensa, dirigida por Jorge Fons, junto a Jorge Luke y Pedro Armendáriz Jr.
En 1981, Sylvia co-estelariza la película Johnny Chicano, dirigida por Enrique Gómez Vadillo al lado de Fernando Allende y Verónica Castro. En 1983, actúa junto al comediante Capulina en la cinta El sargento Capulina. En 1989 actúa junto a Hugo Stiglitz en la cinta Asalto en la frontera.
En 2015, Sylvia regresó al cine con la película La calle de la amargura, dirigida por Arturo Ripstein. En 2019, Sylvia estelariza la película El diablo entre las piernas, de nuevo dirigida por Arturo Ripstein. La película parte de un guion de Paz Alicia Garciadiego, que en principio no estaba pensado para filmarse; sin embargo, la escritora siempre tuvo en mente a Sylvia para el papel protagónico, que significaría el más importante de su carrera. En la cinta, Pasquel comparte créditos con Alejandro Suárez, Patricia Reyes Spíndola y Daniel Giménez Cacho.

#### Teatro
En 1968, Sylvia actúa en la obra cómica Por eso estamos como estamos, junto a Manuel "El Loco" Valdés, Alejandro Suárez, Héctor Lechuga, Fernando Luján y Verónica Castro. En 1969, Sylvia actúa a las órdenes de su padre, Rafael Banquells, en la obra teatral Dueña y señora, protagonizada por Amparo Rivelles. En ese mismo año, comparte créditos con su padre y Mauricio Garces en la obra Vidita Negra. En 1970, de nuevo bajo la dirección de su padre, participa en la comedia Los años imposibles, donde también trabaja su hermana Rocío Banquells. En 1973, Pasquel participó en la primera versión mexicana del musical Vaselina, junto a Julissa y Benny Ibara. En 1975, Sylvia obtiene uno de los éxitos más recordados de su carrera teatral al protagonizar la comedia musical Sugar, junto a Héctor Bonilla y Enrique Guzmán y producida por su madre. La obra se representó con gran éxito en México (en el Teatro de los Insurgentes) y en España, país en el que Sylvia permaneció durante dos años. En 1979, actúa a las órdenes de Enrique Gómez Vadillo en la obra La máxima felicidad, con Sergio Jiménez y Jaime Garza. También participó en el musical Godspell, junto a Memo Méndez Guiú y María del Sol.
En 1980, Sylvia participa en la obra teatral musical El hombre de La Mancha, junto a Julio Alemán. Por problemas con el director y productor Marcial Dávila, Sylvia se vio obligada a abandonar el musical A Chorus Line. En 1981 participa en el montaje Como ama la otra mitad, con Gustavo Rojo y Sonia Furió. En 1984, actúa en la obra La visita de la bestia, de Arturo Ripstein, junto a Miguel Ángel Ferriz y Rebecca Jones. En 1986, Sylvia estelariza la obra Mi vida es mi vida, dirigida por Morris Gilbert, donde interpreta a una mujer cuadrapléjica. En 1987, su padre, Rafael Banquells la dirige en el montaje La maestra milagrosa. En ese mismo año estelariza la comedia Mi amiga la gorda, dirigida por Benny Ibarra. En 1988, Sylvia participa en uno de los montajes mexicanos de The Rocky Horror Show, al lado de Manuel Landeta y dirigida por Manolo Fábregas. 
En 1993, Sylvia, de la mano del productor Morris Gilbert, protagonizó la obra Claudia, me quieren volver loca, probablemente el personaje teatral más importante de su carrera. Sylvia ha representado esta obra en distintas ocasiones a lo largo de su carrera. En 1995 estelariza una de las versiones mexicanas de ¿Quién le teme a Virginia Woolf?, junto a Rogelio Guerra y Azela Robinson. En 1997 participa en la obra O.K., dirigida por Humberto Zurita, al lado de Margarita Gralia.
En 2008, Sylvia actúa en la obra teatral Entre mujeres, con Jacqueline Andere, Margarita Gralia y otras actrices más. En el mismo año también actúa en la obra La suerte de la consorte, con Jacqueline Andere y María Sorté.
En 2010, Sylvia actúa en la obra Mas bueno que el pan, representada en la ciudad de Monterrey. En 2012, participa en el montaje Animal... es, producido por Horacio Villalobos. En 2014, Sylvia actúa en la obra Extraños en un tren, producida por Jorge Ortiz de Pinedo. Desde 2015, Sylvia ha representado el monólogo No seré feliz pero tengo marido.
En 2020, Sylvia y su hermana Rocío Banquells, estelarizan la obra teatral Rosa de dos aromas.
Además de su faceta como actriz, desde 1998 Sylvia es propietaria de una escuela de actuación, que además sirve como un foro teatral y cultural: el Foro Sylvia Pasquel, ubicado en la Colonia Condesa de la Ciudad de México. En ese recinto, desde hace varios años, Pasquel representa una tradicional Pastorela en la temporada decembrina.

## Vida personal
Sylvia Pasquel es la mayor de un total de ocho hermanos, productos de los diferentes matrimonios de sus padres. Por parte de madre, es media hermana de la fallecida actriz Viridiana Alatriste (hija del matrimonio de su madre con el productor Gustavo Alatriste), de la cantante Alejandra Guzmán y el músico Luis Enrique Guzmán (ambos frutos del matrimonio de su madre con el cantante y actor Enrique Guzmán). Por parte de padre, Sylvia es media hermana de la actriz y cantante Rocío Banquells, de la también actriz Mary Paz Banquells, José Manuel, Ariadne y el productor Rafael Banquells Jr. (todos fruto del matrimonio de su padre con la actriz Dina de Marco).
Pasquel se casó en 1966 con el músico, cantante y multinstrumentista Micky Salas. En 1970 nació su primera hija, la actriz y cantante Stephanie Salas. En 1975 se divorcia de Salas. 
En 1985, Sylvia contrae matrimonio con el empresario Fernando Frade. Fruto de este matrimonio nació su segunda hija, Viridiana (llamada así en honor a su hermana, la actriz Viridiana Alatriste, fallecida dos años antes en un accidente automovilístico). Por desgracia, el 27 de octubre de 1987, la niña falleció en un accidente en una piscina con tan solo dos años de edad. Sylvia y Frade se divorciaron en 1987.
En 2000, Sylvia contrajo nupcias con el actor Rodolfo Soberanis. El matrimonio concluyó en divorcio un año después.
La hija de Pasquel, Stephanie Salas, es madre de la modelo Michelle Salas y de la actriz Camila Valero.

## Trayectoria

### Telenovelas
| Año.      | Telenovela.                       | Personaje                                     |
| --------- | --------------------------------- | --------------------------------------------- |
| 2025      | Juegos de amor y poder            | Sofía Durán                                   |
| 2023      | Está libre                        | Gabriela                                      |
| 2023      | Un día para vivir                 | Mireya                                        |
| 2022      | Un extraño enemigo                | Margarita López Portillo                      |
| 2019      | Doña Flor y sus dos maridos       | Carlota/Maximiliana                           |
| 2017-2018 | 3 familias                        | Frida Bravo                                   |
| 2015-2016 | Antes muerta que Lichita          | Elsa López de Gutiérrez                       |
| 2013-2014 | Qué pobres tan ricos              | Ana Sofía Romagnoli Vda. de Ruizpalacios      |
| 2007-2008 | Yo amo a Juan Querendón           | Nidia Estela de la Cueva Pérez Vda. de Cachón |
| 2004      | Amarte es mi pecado               | Isaura Ávila de Guzmán                        |
| 2001-2002 | El manantial                      | Pilar Zaval de Luna                           |
| 2001      | Aventuras en el tiempo            | La mujer barbuda                              |
| 2000      | Mi destino eres tú                | Zulema Fernández de Sánchez                   |
| 1997-1998 | Huracán                           | Caridad Salvatierra de Medina                 |
| 1996      | Para toda la vida                 | Lidia Valdemoros                              |
| 1992      | Las secretas intenciones          | Olivia Vega de Cardenal                       |
| 1991      | Alcanzar una estrella II          | Paulina Muriel de Loredo                      |
| 1990      | Días sin luna                     | Laura de Santamaría                           |
| 1987      | Los años perdidos                 | Protagonista.                                 |
| 1983      | Cuando los hijos se van           | Teresa Mendoza                                |
| 1982      | El amor nunca muere               | Carolina                                      |
| 1980-1981 | Al rojo vivo                      | Ana Cristina "Tina" Segovia                   |
| 1979-1980 | J.J. Juez                         | Paula Garmendia                               |
| 1977      | Humillados y ofendidos            | Inés                                          |
| 1975      | El milagro de vivir               | Hortensia Alvarado                            |
| 1974      | Mundo de juguete                  | Elvira                                        |
| 1974      | Ha llegado una intrusa            | Hilda Moreno Sáinz/Verónica                   |
| 1973      | Mi rival                          | Maritza                                       |
| 1971-1972 | Muchacha italiana viene a casarse | Gianna Donatti                                |
| 1971      | La recogida                       | Alicia                                        |
| 1970      | El mariachi                       | Lola                                          |
| 1970      | La cruz de Marisa Cruces          | Marisa Cruces (joven)                         |
| 1969      | El diario de una señorita decente | Marie                                         |
| 1969      | El retrato de Dorian Gray         | Sybil Vane                                    |
| 1968      | Los inconformes                   | Lisbeth                                       |

### Cine
| Año. | Película.                                    |
| ---- | -------------------------------------------- |
| 1970 | Santo contra Blue Demon en la Atlántida      |
| 1970 | El despertar del lobo                        |
| 1971 | La casa del farol rojo                       |
| 1971 | Secreto de confesión                         |
| 1972 | Una mujer honesta                            |
| 1972 | Me he de comer esa tuna                      |
| 1973 | Chabelo y Pepito contra los monstruos        |
| 1974 | Cinco mil dólares de recompensa              |
| 1981 | Johnny Chicano                               |
| 1983 | El sargento Capulina                         |
| 1989 | Asalto en la frontera                        |
| 1990 | Duelo de rufianes                            |
| 1990 | Violaciones, casos de la vida real           |
| 1991 | Político por error                           |
| 1991 | Asalto                                       |
| 1993 | El Superman...Dilon                          |
| 1995 | El Superman...Dilon 2                        |
| 2001 | Padres culpables                             |
| 2015 | La calle de la amargura                      |
| 2019 | El diablo entre las piernas (2019)....Isabel |

### Teatro
| Año. | Teatro.                            |
| ---- | ---------------------------------- |
| 1968 | Por eso estamos como estamos       |
| 1969 | Dueña y señora                     |
| 1969 | Vidita Negra                       |
| 1970 | Los años imposibles                |
| 1973 | Vaselina                           |
| 1975 | Sugar                              |
| 1979 | Godspell                           |
| 1979 | La máxima felicidad                |
| 1980 | El hombre de La Mancha             |
| 1981 | ¿Por qué no te quedas a desayunar? |
| 1984 | La visita de la bestia             |
| 1987 | Como ama la otra mitad             |
| 1987 | La maestra milagrosa               |
| 1987 | Mi amiga la gorda                  |
| 1988 | Mi vida es mi vida                 |
| 1986 | The Rocky Horror Show              |
| 1993 | Claudia, me quieren volver loca    |
| 1995 | ¿Quién teme a Virginia Woolf?      |
| 1997 | O.K.                               |
| 1998 | Quiero pero no puedo               |
| 2000 | Mujeres frente al espejo           |
| 2000 | Zulema es una... ¡Diabla           |
| 2001 | Una diabla frente al espejo        |
| 2002 | Las mariposas son libres           |
| 2008 | Entre mujeres                      |
| 2008 | La suerte de la consorte           |
| 2008 | Como tener feliz al marido         |
| 2009 | La ronda de las arpías             |
| 2010 | Más bueno que el pan               |
| 2012 | Baño de mujeres                    |
| 2012 | Animal... es                       |
| 2014 | Extraños en un tren                |
| 2015 | No seré feliz pero tengo marido    |
| 2020 | Rosa de dos aromas                 |

### Programas de televisión
| Año  | Programas de televisión                                                                 |
| ---- | --------------------------------------------------------------------------------------- |
| 2023 | ¿Qué dicen los famosos? Ella misma                                                      |
| 2020 | Esta historia me suena Lucía                                                            |
| 2013 | Durmiendo con mi jefe Doña Lidia de Briones                                             |
| 2012 | Como dice el dicho Lucrecia (Episodio: Quien se fía de un lobo entre sus dientes muere) |
| 2001 | La hora pico Varios personajes                                                          |
| 2001 | Diseñador de ambos sexos Capítulo 18: Madres (2001) .... Mamá de Carolina               |
| 1999 | XHDRBZ                                                                                  |
| 1990 | Mujer, casos de la vida real                                                            |
| 1987 | Cándido Pérez                                                                           |
| 1993 | Videoteatros                                                                            |
| 1982 | No empujen                                                                              |
|      | La cosquilla                                                                            |
|      | Fiebre del 2                                                                            |
|      | Variedades Vergel                                                                       |
|      | Noche a noche                                                                           |
| 1991 | Siempre en domingo                                                                      |
| 1990 | Los Beverly de Peralvillo                                                               |

## Premios y nominaciones

### Premios TVyNovelas
| Año  | Categoría               | Telenovela               | Resultado |
| ---- | ----------------------- | ------------------------ | --------- |
| 2016 | Mejor primera actriz    | Antes muerta que Lichita | Nominada  |
| 2015 | Mejor actriz coestelar  | Qué pobres tan ricos     | Nominada  |
| 2008 | Mejor actriz coestelar  | Yo amo a Juan Querendón  | Nominada  |
| 2004 | Mejor primera actriz    | Amarte es mi pecado      | Nominada  |
| 2002 | Mejor actriz de reparto | El manantial             | Nominada  |
| 1983 | Mejor villana           | El amor nunca muere      | Ganadora  |

### Premios de la Agrupación de Periodistas Teatrales (APT)
| Año  | Categoría                | Obra de teatro                   | Resultado |
| ---- | ------------------------ | -------------------------------- | --------- |
| 2014 | Mejor actriz de monólogo | No seré feliz, pero tengo marido | Ganadora  |

### Premios Eres
| Año  | Categoría              | Obra de teatro | Resultado |
| ---- | ---------------------- | -------------- | --------- |
| 1994 | Mejor actriz de teatro | Claudia        | Ganadora  |

### Premios Bravo
| Año  | Categoría                           | Trabajo                     | Resultado |
| ---- | ----------------------------------- | --------------------------- | --------- |
| 2008 | Actuación Estelar Genérica Femenina | Yo amo a Juan Querendón     | Ganadora  |
| 2002 | Mejor actriz de comedia teatral     | Mujeres frente al espejo    | Ganadora  |
| 1999 | Mejor Actriz                        | Mujer casos de la vida real | Ganadora  |

### Premios ACE
| Año  | Categoría               | Telenovela              | Resultado |
| ---- | ----------------------- | ----------------------- | --------- |
| 2008 | Rostro Femenino del Año | Yo amo a Juan Querendón | Ganadora  |

### Premios Ariel
| Año  | Categoría    | Película                    | Resultado |
| ---- | ------------ | --------------------------- | --------- |
| 2022 | Mejor actriz | El diablo entre las piernas | Nominada  |

### Premios Califa de Oro 2015
- Por 48 años de trayectoria en los escenarios teatrales, televisivos y cinematográficos.[27]